# Ayuntamiento de Vitoria
El Ayuntamiento de Vitoria (en euskera: Gasteizko Udala) es el órgano encargado del gobierno y administración del municipio de Vitoria, situado en la provincia de Álava, País Vasco, España. Está presidido por el alcalde. En 2023 ocupa dicho cargo Maider Etxebarria, del PSE-EE (PSOE). Esta administración tiene su sede en la plaza de España.

## Alcaldes
| Periodo   | Nombre                    | Partido                                                       |
| --------- | ------------------------- | ------------------------------------------------------------- |
| 1979-1983 | José Ángel Cuerda Montoya | Euzko Alderdi Jeltzalea-Partido Nacionalista Vasco (EAJ-PNV)  |
| 1983-1987 | José Ángel Cuerda Montoya | Euzko Alderdi Jeltzalea-Partido Nacionalista Vasco (EAJ-PNV)  |
| 1987-1991 | José Ángel Cuerda Montoya | Eusko Alkartasuna (EA)                                        |
| 1991-1995 | José Ángel Cuerda Montoya | Euzko Alderdi Jeltzalea-Partido Nacionalista Vasco (EAJ-PNV)  |
| 1995-1999 | José Ángel Cuerda Montoya | Euzko Alderdi Jeltzalea-Partido Nacionalista Vasco (EAJ-PNV)  |
| 1999-2003 | Alfonso Alonso Aranegui   | Partido Popular del País Vasco (PP)                           |
| 2003-2007 | Alfonso Alonso Aranegui   | Partido Popular del País Vasco (PP)                           |
| 2007-2011 | Patxi Lazcoz Baigorri     | Partido Socialista de Euskadi-Euskadiko Ezkerra (PSE-EE PSOE) |
| 2011-2015 | Javier Maroto Aranzábal   | Partido Popular del País Vasco (PP)                           |
| 2015-2019 | Gorka Urtaran Agirre      | Euzko Alderdi Jeltzalea-Partido Nacionalista Vasco (EAJ-PNV)  |
| 2019-2023 | Gorka Urtaran Agirre      | Euzko Alderdi Jeltzalea-Partido Nacionalista Vasco (EAJ-PNV)  |
| 2023-act. | Maider Etxebarria         | Partido Socialista de Euskadi-Euskadiko Ezkerra (PSE-EE PSOE) |

## Evolución de la deuda viva municipal
El concepto de deuda viva contempla solo las deudas con cajas y bancos relativas a créditos financieros, valores de renta fija y préstamos o créditos transferidos a terceros, excluyéndose, por tanto, la deuda comercial. La deuda viva municipal por habitante en 2014 ascendía a 502,33 €.
| Gráfica de evolución de la deuda viva del Ayuntamiento entre 2008 y 2023                          |
|                                                                                                   |
| Deuda viva del Ayuntamiento de Vitoria, en miles de euros, según datos del Ministerio de Hacienda |

## Pleno
| Partido político | Partido político                                                    | 2023     | 2019     | 2015     | 2011   | 2007   | 2003        | 1999   | 1995   | 1991   | 1987   | 1983   | 1979   |
| Partido político | Partido político                                                    | Ediles   | Ediles   | Ediles   | Ediles | Ediles | Ediles      | Ediles | Ediles | Ediles | Ediles | Ediles | Ediles |
|                  | Euskal Herria Bildu (EH Bildu)-Bildu                                | 7        | 6        | 6        | —      | —      | —           | —      | —      | —      | —      | —      | —      |
|                  | Partido Socialista de Euskadi-Euskadiko Ezkerra (PSE-EE PSOE)       | 6        | 6        | 4        | 6      | 9      | 7           | 5      | 4      | 6      | 6      | 9      | 6      |
|                  | Partido Popular del País Vasco (PP)-Alianza Popular (AP)            | 6        | 5        | 9        | 9      | 9      | 9           | 9      | 5      | 2      | 2      | 4      | —      |
|                  | Euzko Alderdi Jeltzalea-Partido Nacionalista Vasco (EAJ-PNV)        | 6        | 7        | 5        | 6      | 6      | 9           | 7      | 9      | 8      | 2      | 11     | 10     |
|                  | Elkarrekin Podemos (EP)-Ezker Anitza-IU-Equo Berdeak                | 2        | 3        | 2        | —      | —      | —           | —      | —      | —      | —      | —      | —      |
|                  | Ezker Batua-Berdeak (EB-B)-Partido Comunista de Euskadi (PCE-EPK)   | 0        | 0        | 0        | 0      | 2      | 2           | 1      | 2      | 0      | 0      | 0      | 0      |
|                  | Eusko Alkartasuna (EA)                                              | EH Bildu | EH Bildu | EH Bildu | 6      | 1      | PNV         | PNV    | 0      | 1      | 10     | —      | —      |
|                  | Euskadiko Ezkerra (EE)                                              | PSE-EE   | PSE-EE   | PSE-EE   | PSE-EE | PSE-EE | PSE-EE      | PSE-EE | PSE-EE | 0      | 2      | 1      | 0      |
|                  | Irabazi-Ganar Gasteiz                                               | —        | —        | 1        | —      | —      | —           | —      | —      | —      | —      | —      | —      |
|                  | Aralar                                                              | —        | —        | —        | —      | EB-B   | —           | —      | 0      | —      | —      | —      | —      |
|                  | Unidad Alavesa (UA)                                                 | —        | —        | —        | —      | —      | 0           | 2      | 5      | 7      | —      | —      | —      |
|                  | Euskal Herritarrok (EH)-Herri Batasuna (HB)                         | —        | —        | —        | —      | —      | Ilegalizado | 3      | 2      | 3      | 3      | 2      | 3      |
|                  | Centro Democrático y Social (CDS)-Unión de Centro Democrático (UCD) | —        | —        | —        | —      | —      | —           | —      | —      | 0      | 2      | 0      | 8      |

## Resultados electorales
| Partido político                                              | 2023     | 2023     | 2023       | 2019     | 2019     | 2019       | 2015     | 2015     | 2015       | 2011   | 2011  | 2011       | 2007   | 2007  | 2007       |
| Partido político                                              | Votos    | %        | Concejales | Votos    | %        | Concejales | Votos    | %        | Concejales | Votos  | %     | Concejales | Votos  | %     | Concejales |
| Euskal Herria Bildu (EH Bildu)-Bildu                          | 24 845   | 22,79    | 7          | 24 529   | 20,53    | 6          | 23 422   | 19,54    | 6          | —      | —     | —          | —      | —     | —          |
| Partido Socialista de Euskadi-Euskadiko Ezkerra (PSE-EE PSOE) | 23 909   | 21,93    | 6          | 25 524   | 21,37    | 6          | 14 313   | 11,94    | 4          | 20 727 | 18,73 | 6          | 33 855 | 31,37 | 9          |
| Partido Popular del País Vasco (PP)                           | 21 853   | 20,05    | 6          | 22 096   | 18,49    | 5          | 35 722   | 29,80    | 9          | 32 300 | 29,19 | 9          | 32 101 | 29,74 | 9          |
| Euzko Alderdi Jeltzalea-Partido Nacionalista Vasco (EAJ-PNV)  | 21 454   | 19,68    | 6          | 28 241   | 23,64    | 7          | 19 945   | 16,64    | 5          | 21 143 | 19,11 | 6          | 23 622 | 21,89 | 6          |
| Elkarrekin Podemos (EP)-Irabazi-Ezker Anitza-IU               | 7742     | 7,10     | 2          | 11 774   | 9,85     | 3          | 6130     | 5,11     | 1          | 4916   | 4,44  | 0          | 8062   | 7,47  | 2          |
| Eusko Alkartasuna (EA)                                        | EH Bildu | EH Bildu | EH Bildu   | EH Bildu | EH Bildu | EH Bildu   | EH Bildu | EH Bildu | EH Bildu   | 19 677 | 18,78 | 6          | 6046   | 5,60  | 1          |